# Duduk

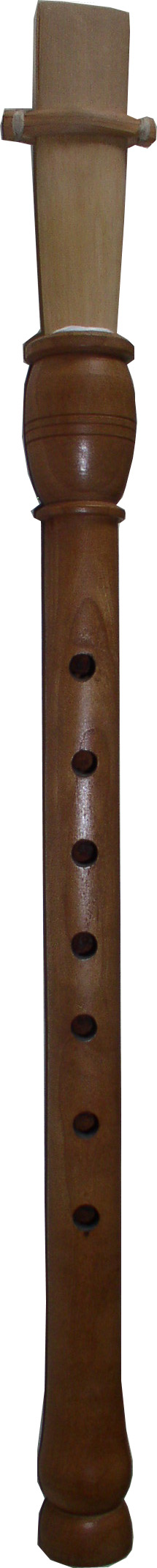
Duduk

El duduk (pronunciat [duˈduk]; armeni: Դուդուկ) és un instrument de vent, de llengüeta doble i tub cilíndric i recte, que és propi de la música tradicional armènia. Segons la classificació de Hornbostel-Sachs s'inclou en el grup dels instruments numerats com a 422.111.2.
La seva popularitat a Occident ha augmentat en els darrers anys gràcies a fets com la difusió dels enregistraments del gran músic Jivan Gasparian, i la inclusió del seu so en diferents bandes sonores tant de films com de videojocs. Destaquen Gladiator, The Crow, La Casa Rússia o Munich amb música -respectivament- de Hans Zimmer, Graeme Revell, Jerry Goldsmith i John Williams. D'altra banda, la UNESCO ha declarat que és una obra d'art del patrimoni intangible de la Humanitat.
En realitat aquest nom es refereix a un grup d'instruments, tots relacionats i que comparteixen característiques essencials, que inclou el duduk (դուդուկ) (abans dziranapogh (ծիրանափող, literalment "flauta d'albercoc", amb relació a la fusta que s'empra per fer-lo) d'Armènia, el düdük o mey deTurquia, el duduki de Geòrgia, el balaban de l'Azerbaidjan, el narmeh-ney de l'Iran, el duduka o dudka de Rússia i Ucraïna, el duduk de Sèrbia, el douduk de Bulgària i, fins i tot el balaman del Turquestan. El mot duduk, a Armènia no té més de 100 anys d'antiguitat i probablement derivi dels corresponents noms turc i/o rus.

## Visió de conjunt

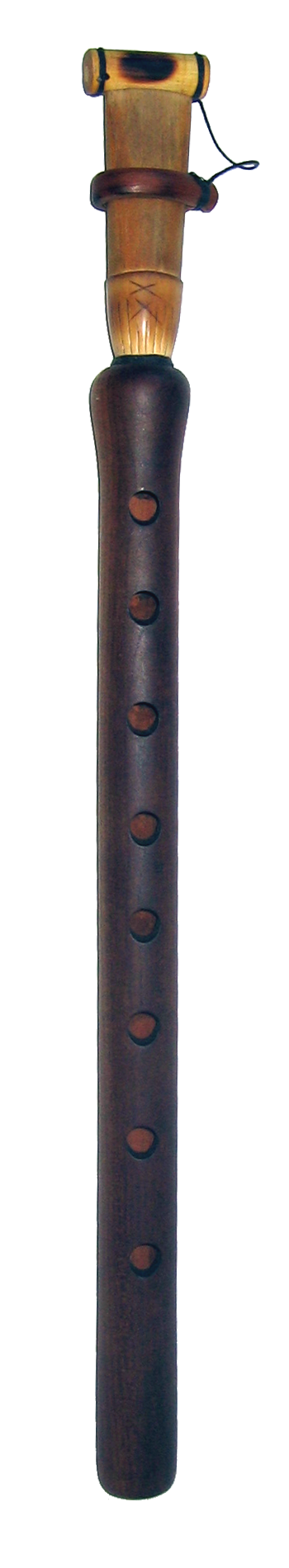
Un duduk amb una peça per mantenir la inxa oberta

S'ha parlat d'una possible antiguitat de l'instrument d'entre 1500 i 3000 anys; això el faria un dels instruments més antics d'aquest tipus, i se'n coneixen nombroses representacions de l'edat mitjana. Els antecessors més antics són fets d'os o de canya. Avui es fa de fusta -quasi sempre de fusta d'albercoquer (Prunus armeniaca) amb una doble llengüeta de grans dimensions. Altres varietats empren altres fustes (morera, etc.). A cada zona adquireix una afinació específica i, per tant, també, unes dimensions concretes. Al segle xx es va estandarditzar una afinació segons una escala diatònica i una extensió de només una octava, fet habitual en els instruments de llengüeta doble i tub de perforació cilíndrica.
Té deu forats, 8 al davant i uns altres dos al darrere. Un d'aquests es tapa amb el dit polze esquerre i l'altre resta obert, tot i que es pot tapar apropant l'instrument al cos de l'instrumentista per produir un so més greu.
Les alteracions es fan amb diverses combinacions de forats oberts i tapats, tot i que alguns models moderns presenten algunes claus ja sigui per facilitar aquestes alteracions, ja sigui per assolir una extensió major. La inxa (en armeni ղամիշ, ramish) es fa amb una o dues peces de canya. La canya és molt més ampla que en la majoria d'instruments d'aquest tipus la qual cosa contribueix -com la secció cilíndrica del tub- al seu so planyívol, i fa que precisi uns requeriments molt especials de respiració. El sonador de duduk rep el nom de dudukahar (դուդուկահար) en armeni.
El seu so és dolç i més aviat greu (més que cap altre instrument tradicional de llengüeta doble d'aquestes dimensions), i pot esdevenir més nasal i metàl·lic si es bufa amb més força o s'empra una inxa més flexible.
Entre els intèrprets més coneguts hi ha Djivan Gasparian i Vatche Hovsepian a Armènia, Alihan Samedov a l'Azerbaidjan, Ertan Tekin a Turquia, i Khalid Rashid a l'Iran.

## El duduk dels Balcans
El mateix nom, a la zona dels Balcans es refereix a un instrument ben diferent, una flauta de tub tapat pel seu extrem inferior que a Bulgària i part de Macedònia també rep el nom de kaval o kavalče, fet de fusta d'auró, generalment. S'acostuma a fer en dues mides, una de més gran, entre 700 i 780 mm. i un altre de més petita i aguda, d'entre 240 i 400 mm. És un instrument molt utilitzat, i d'un so net i plaent.